# Sovranismo
Il sovranismo è una posizione politica che propugna la difesa o la riconquista della sovranità nazionale da parte di un popolo o di uno Stato, in contrapposizione alle dinamiche della globalizzazione e alle politiche sovrannazionali di concertazione.
Nasce con il francese souveranisme, che secondo la definizione che ne dà l'enciclopedia Larousse è una dottrina politica che sostiene la preservazione o la ri-acquisizione della sovranità nazionale da parte di un popolo o di uno Stato, in contrapposizione alle istanze e alle politiche delle organizzazioni internazionali e sovranazionali.

## Controversie
Si tratta di un concetto ambiguo e fraintendibile, sotto il quale possono essere fatte rientrare, oltre all'ideale democratico di sovranità popolare, anche istanze di tipo federalista, autonomista, nazionalista e anche indipendentista.. Secondo alcuni il sovranismo può tradursi in posizioni di isolazionismo politico-militare e di protezionismo economico. 
Il sovranismo viene talvolta ricondotto alla "tradizione nazionalistica", "che spinge a concepire gli Stati nazionali forniti di sovranità assoluta come istituzioni storicamente insuperabili", in contrapposizione a correnti di pensiero, come quella di Luigi Einaudi, che considerano la sovranità statale assoluta "la causa strutturale delle guerre" o, più in generale, un modello inadatto alla nuova società contemporanea, con la "percezione della novità della situazione storica, che impone il superamento dei metodi tradizionali della politica internazionale". 
Il concetto di sovranismo andrebbe tuttavia tenuto distinto da alcune istanze, limitandosi ad associarlo unicamente alla rivendicazione dell'importanza della sovranità politica ed economica di uno stato, senza alcun riferimento ai concetti di etnia né a una presunta superiorità di una nazione su un'altra. 
In Italia il termine è divenuto di uso ricorrente soprattutto negli ultimi anni, riferito ad ogni posizione politica che rivendichi la riconquista della totale sovranità nazionale rispetto alle organizzazioni internazionali e sovra-nazionali, l’uscita dall’Unione europea e in generale ai nazionalismi di destra. Lo slittamento semantico in alcuni casi è stato tale da far coincidere il termine con l'indicazione della destra populista, anche laddove le posizioni di quelle destre sono apertamente a favore delle ingerenze straniere nella politica nazionale e dei vincoli esterni (tipicamente legati alle alleanze strategico-militari e agli accordi commerciali con gli USA).
Il sovranismo, assieme al populismo, scevri però da alcuna connotazione negativa, è stato esplicitamente rivendicato dall’ex Presidente del Consiglio Giuseppe Conte, come caratteristica del proprio governo: «Quando qualcuno ci accusa di sovranismo e populismo amo sempre ricordare che sovranità e popolo sono richiamati nella Costituzione italiana, ed è esattamente in quella previsione che interpreto il concetto di sovranità e l’esercizio della stessa da parte del popolo»
Nella presentazione del 52º Rapporto Censis è stata coniata l'espressione "sovranismo psichico", associata alla situazione sociale del Paese"e intesa come "atteggiamento mentale caratterizzato dalla difesa identitaria del proprio presunto spazio vitale". Mentre il sovranismo nella politica si caratterizza da una chiusura difensiva dello Stato nei confronti delle organizzazioni sovranazionali o di altri Stati, nel "sovranismo psichico" sono gli individui a sentirsi "accerchiati, per cui costruiamo dei nemici mentali che in questo momento storico sono i migranti e le istituzioni sovranazionali come l’Unione europea, i mercati, il Fondo monetario, etc".
Per Carlo Galli «l'uso che viene fatto del termine sovranismo, per indicare le destre che rivendicano la sovranità nazionale è un imbroglio concettuale. Anziché sovranismo si dovrebbe dire ‘esercizio della sovranità orientato a destra'. E a me non piace. Ma non si può dire che la sovranità sia un concetto obsoleto o errato, perché questo è falso.», dato che «storicamente, però la sinistra [ha] sempre avversato il trasferimento del potere fuori dai confini dello Stato, basti pensare alla critica che i comunisti italiani opposero alla Nato (fino a Berlinguer) e, per molti anni, al Mercato comune europeo».
Per Luciano Canfora  «Sovranismo è una parola inventata e priva di contenuto. Dire che la sovranità nazionale è un disvalore è una stupidaggine. Se una cosa è giusta, anche se la dice un uomo di destra, non cessa di essere giusta. Ad esempio, la difesa della sovranità nazionale di fronte al capitale finanziario non è sbagliata».

## Posizioni politiche definite sovraniste nell'Europa odierna

### In Francia
Nato in Francia alla fine degli anni '60, il sovranismo è stato letto come un concetto proprio tanto di ambienti di destra (gollismo e poi Front National) quanto di sinistra (MRC), dove si va diffondendo l'idea secondo cui "solo la sovranità politica possa contrapporsi alla potenza del capitale".
Secondo lo storico Christophe Le Dréau, il Movimento per l'indipendenza dell'Europa (MIE), fondato nel 1968 da George Gorse, Robert Boulin, Pierre Messmer, Jacques Vendroux e Jean Foyer, è "probabilmente l'associazione più antica che merita il nome di sovranista".
Il Front National (dal 2017 Rassemblement National), sotto la guida carismatica di Jean-Marie Le Pen, fin dagli anni '70 ha portato avanti posizioni nazionaliste, e nell'ultimo decennio, guidato poi dalla figlia Marine Le Pen, ha quindi incarnato il sovranismo in una forma più radicale ed euroscettica, con parole d'ordine come "la France d'abord" (la Francia prima), criticando l'Unione Europea per l'eccessivo carico fiscale e per le politiche migratorie, assumendo una linea economica protezionistica anti-globalizzazione e di difesa dei posti di lavoro e riuscendo a coinvolgere più che in passato il ceto operaio e i cittadini a basso reddito. Infatti oggi il Ressemblement National rivendica posizioni sovraniste, ma si definisce "né di Destra né di Sinistra", mentre il partito di Jean-Marie Le Pen era nettamente collocato a Destra.

### In Germania
La Germania rappresenta per molti aspetti un caso particolare, dato che il trauma del nazionalsocialismo (ma anche per certi versi dell'esperienza della ex DDR), hanno portato l'opinione pubblica a un atteggiamento molto critico verso forme politiche che enfatizzassero il ruolo della Nazione o che mettessero in qualche modo i tedeschi a confronto con altri popoli o minoranze etnico-religiose. Storicamente, istanze riconducibili al sovranismo sono state portate avanti dal Partito Socialista del Reich e (dopo la sua soppressione per decreto federale) dal Partito Nazionaldemocratico di Germania.
Tuttavia negli ultimi anni il combinato di difficoltà economica e di crisi europea dei migranti ha ridato forza a istanze sovraniste. Secondo alcuni osservatori il momento di passaggio potrebbe essere stata la scelta del governo tedesco di accogliere un milione di rifugiati siriani nell'estate 2015.
Nelle elezioni legislative del 2017 il movimento Alternativa per la Germania è entrato per la prima volta in parlamento, affermandosi come quarta forza del paese. Alternative für Deutschland propone una base programmatica di revisione dei trattati internazionali -soprattutto TTIP e CETA, creazione di unioni monetarie alternative all'Euro e riacquisizione di sovranità per mezzo di referendum. Una delle tesi più utilizzate dal partito contro la moneta unica è che la Germania starebbe pagando i debiti dei paesi più poveri dell'Unione, a danno dei contribuenti tedeschi. Riguardo alle tematiche migratorie Alternativa per la Germania condivide sostanzialmente le posizioni di altri partiti sovranisti di Destra europei: revisione in senso restrittivo del diritto di asilo e maggiore controllo delle frontiere, eventualmente con limitazioni della libera circolazione Schengen.
Su una linea più radicale si pone Pegida, movimento che si pone con particolare criticità verso l'immigrazione da paesi musulmani, temendo una sorta di islamizzazione dell'Europa. Riguardo all'Unione Europea, Pegida rifiuta l'idea di un ente sovrananzionale, al quale sarebbe preferibile un'Europa di stati indipendenti che cooperano tra loro, rispettando la sovranità dei singoli paesi.

### In Italia
Posizioni definite sovraniste sono state assunte soprattutto da parte dei partiti di destra, tra i più rilevanti Fratelli d'Italia, Lega, ma anche dai movimenti extraparlamentari neofascisti come CasaPound, Fiamma Tricolore e Forza Nuova.
Il Movimento 5 Stelle ha assunto alcune posizioni che possono rientrare sotto la categoria di sovranismo: tuttavia, nonostante in passato abbia manifestato la volontà di uscire o rimettere in discussione la moneta unica, ha in seguito ribadito la volontà di rimanere sia nell'euro che nell'Unione Europea.
Più controversa è invece la posizione della Lega, che ha compiuto un processo interno di evoluzione da posizioni autonomiste e federaliste fino a quelle sovraniste (da qui la scelta di togliere dal simbolo la storica parola "Nord"). Dopo aver manifestato apertamente la volontà di abbandonare l'eurozona e avere in seguito smentito questa posizione, in alcune dichiarazioni successive ha di nuovo accarezzato l'idea di lasciare l'Unione Europea mentre dal 2021 sostiene il governo Draghi.
Anche tra alcune forze della sinistra italiana sono state rivendicate le istanze del recupero della centralità della sovranità nazionale, come condizione per il recupero dell'autonomia in ambito di politica economica, con la necessità di una revisione complessiva dei vincoli europei. Tra gli esponenti del sovranismo di sinistra si possono sicuramente indicare Stefano Fassina, ex membro del Partito Democratico, e Marco Rizzo, coordinatore nazionale di Democrazia Sovrana Popolare. Centrale nella critica dei "sovranisti" di sinistra è l'accusa alla sinistra liberaldemocratica occidentale di aver interiorizzato i dogmi economici e politici del neoliberismo e di aver abbandonato le istanze economiche e politiche tradizionali legate alla tutela del lavoro e dell'uguaglianza in favore dei suoi dogmi come il primato dell'economia sulla politica, l'ideologia dell'uomo economico e l'elogio della meritocrazia.

### In Svizzera
In Svizzera il sovranismo è rappresentato dalla destra e, oltre ad essere promosso dai Democratici Svizzeri, è sostenuto anche dall'Unione Democratica di Centro, dal partito Lega dei Ticinesi e dal Movimento dei Cittadini Ginevrini. Partiti euroscettici, ciò che vogliono rimanere indipendenti dall'Unione europea, continuare ad avere la totale sovranità sulle frontiere e sull'economia.

### In Spagna
In Spagna l'eredità della dittatura franchista ha a lungo ostacolato la formazione di partiti sovranisti nel senso stretto del termine, anche se nel paese sono molto forti spinte autonomiste di singole regioni (Paesi Baschi, Catalogna e Galizia). Tuttavia le elezioni del 2019 hanno visto l'ingresso in parlamento di Vox, partito monarchico, eurocritico, nazionalista e centralista (Vox è fortemente contrario alle autonomie regionali). A differenza di altri movimenti sovranisti europei, Vox ha un programma economico di stampo liberale, mentre invece si allinea agli omologhi europei riguardo ad una politica di stretto controllo dell'immigrazione.
Nel 2018 si è inoltre formata la coalizione euroscettica ADÑ Identidad Española composta da formazioni ultranzionaliste come la Falange Española de las JONS e Democracia Nacional.
In Catalogna il partito Sobiranistes, fondato nel 2018, si propone di contribuire affinché sia "un sovranismo progressista e femminista a costruire il futuro del nostro paese nei prossimi anni".
Alle elezioni generali dell'aprile 2019 si è alleato con la sinistra indipendentista della Sinistra Repubblicana di Catalogna, coalizione che ha ottenuto 15 deputati al congresso.

### Negli altri paesi
In Grecia il sovranismo è promosso sia dalla Coalizione della Sinistra Radicale, sia dal Partito Comunista Greco, sia dai Greci Indipendenti, ma anche da Alba Dorata.
In Polonia dal 2015 è al governo il partito Diritto e Giustizia, nazionalista e ultra-cattolico. L'ideologia di Diritto e Giustizia pone fortemente l'accento sulla sicurezza nazionale e sulla centralità delle tradizioni cristiane ed etiche della Polonia, opponendosi alla politica europea di redistribuzione dei migranti. Diritto e Giustizia ha inoltre introdotto una legislazione negazionista, che punisce col carcere chi accusa lo stato polacco di complicità coi crimini nazisti della Seconda Guerra Mondiale.
In Norvegia argomentazioni sovraniste, in particolare il rifiuto dell'accordo di libero commercio con l'Unione europea che minaccia il modello lavorativo del paese, è promosso da alcuni partiti di sinistra (Rødt, SV) e da organizzazioni come Nei til EU.

## Sovranismo europeo
Il 26 settembre 2017 il presidente francese Emmanuel Macron, nel suo discorso alla Sorbona, conia il termine "sovranità europea". Consiste nel proseguire nell'integrazione europea per dotare l'Unione europea di una sua sovranità, il fine è quello di arrivare agli Stati Uniti d'Europa. La sovranità europea è dunque una nuova forma di sovranismo, alternativo al concetto di sovranità nazionale. In Italia si sono dichiarati favorevoli alla sovranità europea persone come l'ex premier Mario Monti, l'economista Carlo Cottarelli e l'ex presidente della Repubblica Giorgio Napolitano.

## Critiche
La "critica radicale della politica di austerità quale è codificata nei Trattati europei" ha invitato a "trarre qualche conclusione dal fatto che il tentativo delle destre populiste di incanalare la protesta sociale in un rifiuto del processo europeo in quanto tale sta palesemente fallendo. Nel momento in cui il liberismo bolla come sovranismo ogni critica della politica di Maastricht è importante riaffermare con forza che i veri euroscettici, chi non vuole andare oltre il livello delle conferenze intergovernative, sono proprio i difensori della moneta senza stato, che rappresentano l’ostacolo più ingombrante in cui si imbatte oggi la continuità del processo di unificazione europea".
Per converso, vi è chi ha tacciato proprio l'Unione europea di "sovranismo postnazionale": Étienne Balibar ha denunciato nella Costituzione europea "un mezzo per ristabilire il legame tra la politica e la potenza [...], soprattutto nel quadro di un confronto con la superpotenza americana, o più genericamente nella prospettiva di uno spazio mondiale la cui "politica" sarebbe strutturata dalla concorrenza, se non dallo scontro, tra diversi blocchi regionali sopranazionali".